# تاریخ عراق
تاریخ عراق از حدود ۳۰۰۰ سال پیش از میلاد پایه‌گذار شد. در آن زمان به این سرزمین میان رودان (به عربی: بَین النّهرین) گفته می‌شد.

## دوره باستان

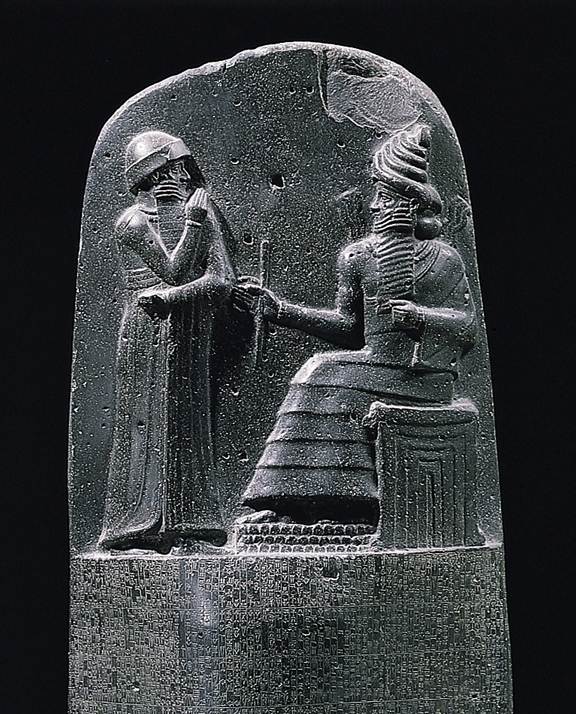
سنگ نوشته قانون حمورابی

در حدود ۲۰۰۰ قبل از میلاد، تمدنهای آکاد، سومر، آشور و بابل در این منطقه شکل گرفته بودند. از پادشاهان نامدار این دوره حمورابی است که به دلیل کارهایش در قانونگذاری، کشاورزی، و بازرگانی شهرت بسیاری یافت. قانون نامه او نخستین قانون مکتوب و مدون جهان محسوب می‌گردد. پایتخت حمورابی شهر بابل بود که بزرگ‌ترین و آبادترین شهر دنیای باستان به‌شمار می‌رفت. مردمان میان دورود به خدایان بسیاری معتقد بودند و برای برخی از آنان مجسمه‌هایی ساخته بودند و آن را می‌پرستیدند.
این سرزمین از سال ۵۳۹ قبل از میلاد، در طی جنگی بین کوروش بزرگ و شاه بابل به تصرف ایران درآمد و به مدت بیش از ۱۱ قرن (۶۴۲ میلادی) بخشی از قلمرو حاکمان ایرانی قرار داشت. در حدود ۵۳۹ سال پیش از میلاد، دولت‌شهرهای مختلف عراق توسط کورش بزرگ از بین رفت و عراق کنونی جزئی از ایران شد. پس از هخامنشیان حکومتهای سلوکیان، اشکانیان، و ساسانیان بر عراق حکومت کردند. در دوره ساسانی عراق اهمیت بسیاری یافت و پایتخت شاهنشاهی ایران یعنی کلانشهر تیسفون در میانرودان قرار داشت. عراق کنونی در تقسیمات کشوری ساسانیان، دل ایرانشهر یا سورستان نامیده می‌شد. ایوان مداین از آثار این دوره‌است. در پایان این دوران بود که با سقوط سلسله ساسانی در طی حمله مسلمانان به ایران، این منطقه نیز جزءی از قلمرو مسلمانان درآمد.

## دوره اسلامی

پهناوری خلافت اسلامی در سده‌های نخستین هجری

در اوایل سده یکم هجری (میانه سده هفتم میلادی) در زمان خلیفه دوم، اعراب مسلمان حکومت ساسانی را از بین بردند و عراق جزئی از قلمرو اسلامی شد. بعد از فراگیر شدن اسلام در این ناحیه، با انتقال پایتخت قلمرو اسلام از مدینه به کوفه در زمان علی بن ابی طالب، این منطقه مرکز دنیای اسلام شد.

### خلافت امویان
از سال ۴۱ تا ۱۳۲ هجری قمری عراق زیر سلطه حکومت امویان قرار گرفت. در دهم محرم سال ۶۱ هجری بود که واقعه عاشورا و کشته شدند حسین بن علی توسط یزید بن معاویه خلیفه دوم اموی در کربلا به وقوع پیوست.

### خلافت عباسیان تا حمله مغول
در سال ۱۳۲ هجری عباسیان جای حکومت بنی امیه را گرفتند. پس از سرنگونی امویان و ظهور عباسیان پایتخت خلافت اسلامی از شام به عراق (شهر بغداد) منتقل شد.
ابوالعباس نخستین خلیفه عباسی بود که در سال ۱۳۲ در کوفه به خلافت نشست. منصور در سال ۱۴۵ پایتخت عباسی را به شهر نو بنیاد بغداد انتقال داد. بغداد روستایی در کنار رود دجله و در نزدیکی تیسفون (مداین) بود که به معنای داده بغ (خداداد) است. پس از آن بغداد مهم‌ترین شهر اسلامی و مرکز دانش و فرهنگ و علوم شد. اوج شکوفایی خلافت عباسی در عصر هارون الرشید (اواخر سده دوم هجری) بود. از آغاز خلافت عباسی تا اوایل سده سوم هجری قمری ایرانیان نفوذ زیادی در حکومت عباسی داشتند. خلافت معتصم سرآغاز دوره تسلط ترکان بر خلافت عباسی است. در دوران عباسی امامان شیعه به شدت زیر نظر بودند و پس از مدتی به دست آنان کشته می‌شدند. لازم است ذکر شود که از دوره عباسی تا پایان دوره قاجاریه به مناطق بزرگی از مرکز و غرب ایران امروزی (مانند اراک، اصفهان، ری، قم، لرستان و غیره) نیز واژه عراق اطلاق می‌شد و این نواحی از ایران را عراق عجم می‌گفتند و کشور عراق امروزی را عراق عرب می‌خواندند.
در سال ۹۴۵ میلادی بود که با تصرف بغداد توسط آل بویه، بنی عباس اعظم مالکیت خود را بر این منطقه از دست داد و بخش اعظم این منطقه بخشی از قلمرو آل بویه گشت و عضدالدوله دیلمی خود را شاه میان رودان نامید. پس از پادشاهی آل بویه، این سرزمین از سال ۴۹۶ تا ۵۷۲ هجری قمری به دست شاهان سلجوقی افتاد.

## حمله مغولان و حکومت عثمانی

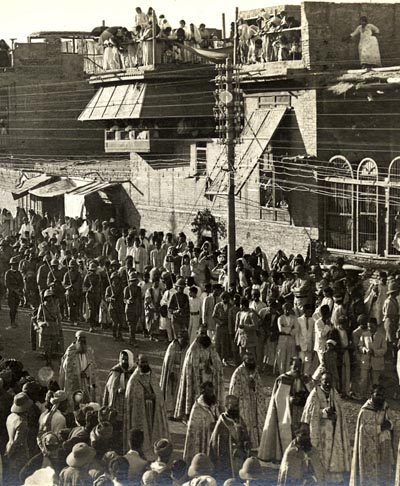
جشن کاتولیکهای عراق و برخی کشورهای همسایه در بغداد - ۱۹۲۰

با رخداد حمله مغول به خاورمیانه، بغداد نیز در سال ۶۵۶ هجری قمری به تصرفات هلاکوخان پیوست. از این زمان تا ۷۳۶ هجری قمری میان رودان قسمتی از قلمرو ایلخانان بود. بعد از مغولها نوبت به حکمرانی آق قویونلوها رسید. پس از سقوط خاندان آق قویونلوها که به شکل دولت واسطه بین امپراتوری صفوی و امپراتوری عثمانی قرار گرفته بود، دو امپراتوری در برابر یکدیگر قرار گرفتند. به مدت ده‌ها سال این سرزمین محل نزاع و درگیری دو تمدن بود. شاه اسماعیل یکم صفوی عراق را مجدداً جزئی از ایران کرد؛ ولی عثمانی‌ها در سال ۱۵۳۳ میلادی در زمان پادشاهی شاه تهماسب آن را دوباره پس گرفتند، اما ایران دوباره در زمان شاه عباس بزرگ یعنی در سال ۱۶۲۳ میلادی موفق شد عراق را از عثمانی جدا کرده و به خاک خود پیوست نماید که تا سال ۱۶۳۸ میلادی در زمان پادشاهی شاه صفی عراق جزئی از امپراتوری صفوی بود. و حدوداً یک سده پس از آن عراق دوباره بین سال‌های ۱۷۴۳ تا ۱۷۴۶ میلادی به تصرف نیروهای نادر شاه درآمد، و پس از ان بصره مدتی به دست زندیان افتاد، ولی پس از آن تا پایان جنگ جهانی اول عراق همواره جزئی از قلمرو امپراتوری عثمانی بود.

## دوره معاصر

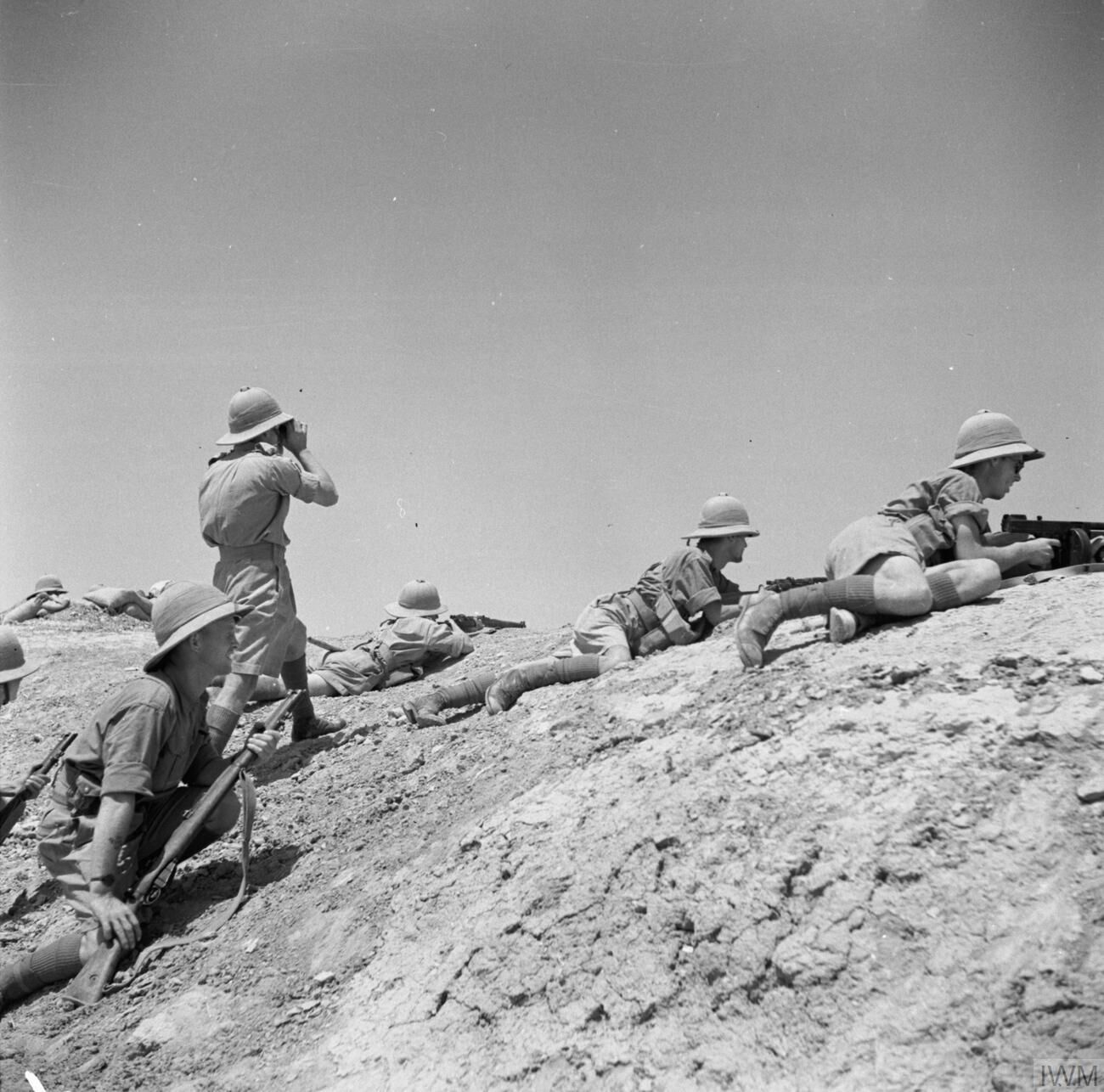
حضور نیروهای بریتانیایی در عراق در خلال جنگ جهانی دوم - ۱۹۴۱

پس از جنگ جهانی اول و شکست امپراتوری عثمانی، این منطقه نیز همچون سایر متصرفات متفقین در خاورمیانه، به قیمومیت آن‌ها درآمد. بر طبق موافقت‌نامه سایکس-پیکوت (به انگلیسی: Sykes–Picot Agreement) که به‌طور محرمانه و در سال ۱۹۱۶ به امضا رسید، عراق جزءی از قلمرو اشغالی بریتانیا درآمد و تحت نظارت آن اداره می‌شد. به این ترتیب که در سال ۱۹۲۰ (۱۲۹۹ هجری شمسی) از به هم پیوستن سه ایالت منطقه میان رودان، یعنی ایالتهای بصره، بغداد و موصل و با حمایت بریتانیا و سایر متفقین کشور عراق تشکیل شد. وجه تسمیه آن نیز وجود سنگ‌های صخره‌ای و سخت است که در بعضی نقاط این کشور دیده می‌شود. یک سال بعد از تشکیل کشور عراق، فیصل اول با حمایت بریتانیا و با رای‌گیری عمومی به پادشاهی عراق انتخاب شد.
در سال ۱۹۳۰، شیعیان عراق تصمیم گرفتند علیه حکومت دست نشانده انگلستان قیام کرده تا بتوانند خود کشوری مستقل برپا نمایند که به علت همراهی نکردن قبایل سنی که غالباً مورد کمک بریتانیا قرار داشتند، این قیام شکست خورد. از این پس بود که در فشار قرار دادن و فقر شیعیان عراق توسط حکومت آغاز شد. در سال ۱۹۳۲ قیمومیت انگلستان به پایان رسید و این کشور رسماً به استقلال دست یافت. در همان سال عراق به عضویت سازمان ملل متحد درآمد. پس از گذشت یکسال غازی اول فرزند فیصل به پادشاهی عراق رسید. بعد از مرگ غازی اول پادشاهی به فرزندش فیصل دوم رسید و پادشاهی وی تا سال ۱۹۵۸ ادامه یافت.
در دوران جنگ سرد عراق به یکی از متحدین نزدیک اتحاد جماهیر شوروی تبدیل شده بود و شوروی از طریق این کشور نفوذ خود را در خاورمیانه فراهم می‌کرد. در این دوران، شوروی سعی می‌کرد از وحدت و یکپارچگی عراق حمایت کند تا بتواند با کمک یک حکومت قوی و با قدرت، اهداف خود را عملی سازد. از این رو بود که حکومت‌های مرکزی عراق با پشتوانه شوروی، همهٔ جنبش‌های آزادی خواهانه و استقلال طلبانه را به شدت سرکوب می‌کردند.
در سال ۱۹۵۷ شیعیان معترض عراقی توانستند پس از سال‌ها فعالیت سیاسی نظام‌مند، حزب الدعوه عراق را تشکیل دهند و اعلام موجودیت سیاسی نمایند. در این زمان بود که با کودتای ضدسلطنتی ۱۴ ژوئیه ۱۹۵۸ توسط تیمسار عبدالکریم قاسم که تمایلات چپ‌گرایانه حکومت پادشاهی عراق به پایان رسید و حکومت جمهوری برقرار شد. در سال ۱۹۶۳ بعد از اینکه عبدالسلام عارف به کمک حزب بعث عراق طی کودتایی خونین قاسم را به قتل رساند حکومت عراق را به دست گرفت؛ ولی بعد از مدتی خود به مخالفت با این حزب پرداخت. پس از مرگ عبدالسلام در سانحه سقوط هلیکوپتر، برادرش عبدالرحمن عارف زمام قدرت را در دست گرفت. سرانجام در سال ۱۹۶۸ (۱۳۴۷ هجری) حزب بعث در دومین کودتا اما بدون خونریزی، دولت عارف را سرنگون کرد و حسن البکر با تشکیل شورای فرماندهی انقلاب، قدرت را به دست گرفت. وی نیز در سال ۱۹۷۹ در اثر فشار معاونش صدام حسین مجبور به استعفا شد و صدام رئیس‌جمهور عراق گردید.
در سال ۱۳۵۹ (۱۹۸۰) جنگ ایران و عراق با حمله غافلگیرانه صدام به مرزهای ایران آغاز شد که تا سال ۱۹۸۸ ادامه یافت. در همان دهه عملیات انفال که در مناطق شمالی عراق به اجرا درمی‌آمد به قتل و کشتار بیش از ۱۸۲ هزار از کردها گردید و از جمله وقایع مرتبط با آن می‌توان به بمباران شیمیایی شهر حلبچه اشاره نمود.

## ادعاهای ارضی عراق به کشورهای همسایه
ادعاهای سرزمینی عراق نسبت به کشورهای همسایه بیشتر ناشی از برنامه‌ها و وعده‌های کشورهای آنتانت در سال ۱۹۲۰–۱۹۱۹، زمانی که امپراتوری عثمانی تقسیم شد، برای ایجاد یک کشور عربی گسترده‌تر در عراق و جزیره، که همچنین شامل مناطق قابل توجهی از شرق سوریه، جنوب شرقی ترکیه، تمام کویت و برخی مناطق مرزی ایران، که در این نقشه انگلیسی سال ۱۹۲۰ نشان داده شده‌است. 

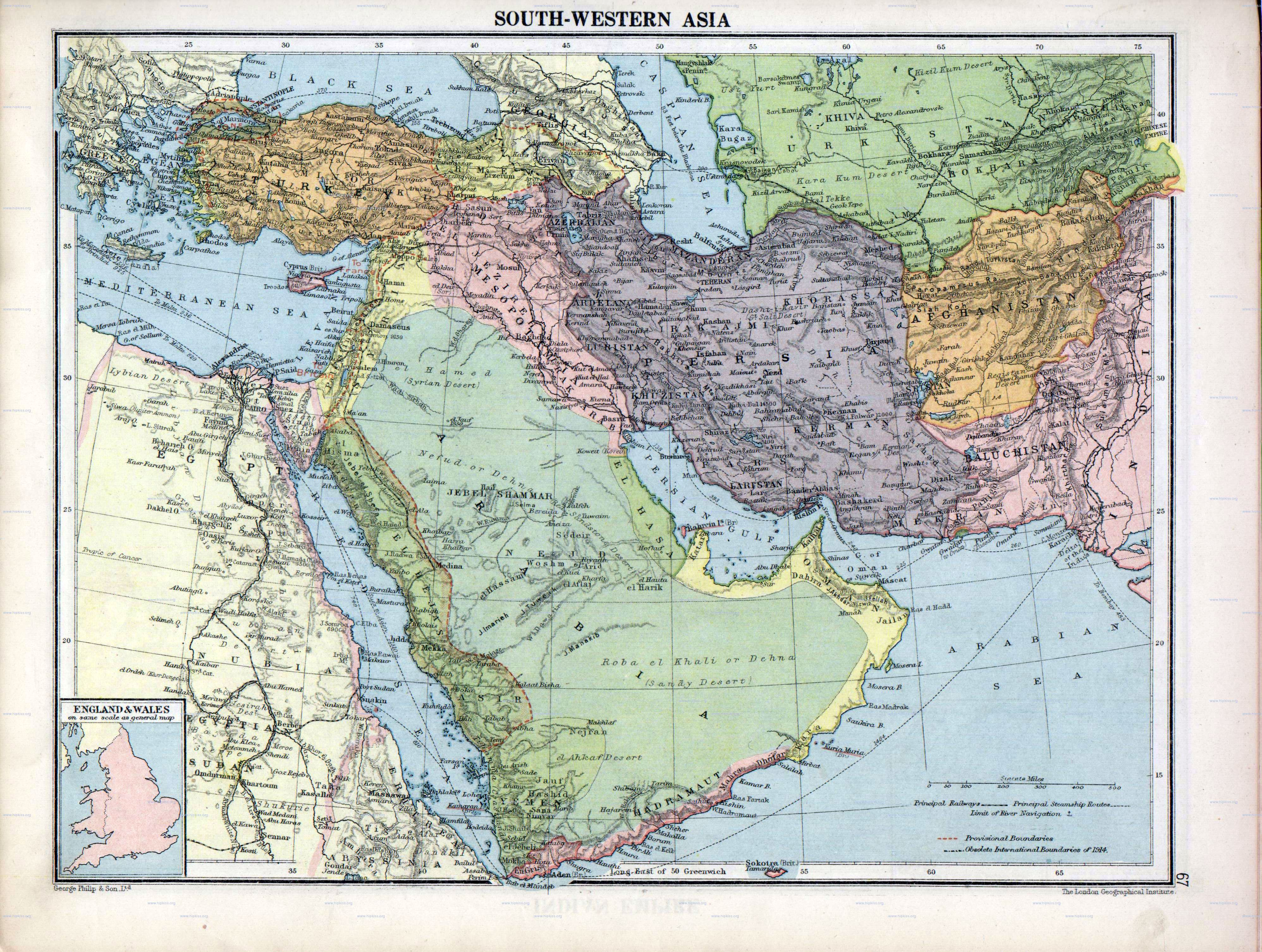

## عصر جدید (۲۰۰۳-اکنون)
به دنبال تهاجم ارتش عراق به کویت و جنگ خلیج فارس کشور عراق با تحریم‌های اقتصادی روبرو شد و قسمت شمالی و جنوبی آن، منطقه پرواز ممنوع اعلام شد. نهایتاً در پی تهاجم نظامی ایالات متحده آمریکا و همپیمانانش در سال ۱۳۸۲ (۲۰۰۳ میلادی)، حکومت صدام حسین سرنگون شد. البته غربیها در این حمله حداقل یک میلیون مسلمان عراقی با بمبهای ده تنی و مشکوک به شیمیایی و اورانیوم ضعیف شده کشتند و تاکنون هم حاضر به اعتراف این قضیه نشده‌اند. هم‌اکنون دولت عراق که برآمده از آرای مردم عراق است، مسئولیت اداره امور عراق را برعهده دارد.
گفتنی است که از زمان اشغال عراق توسط آمریکا و همپیمانانش، بیش از یک میلیون تن عراقی در پی خشونتهای فرقه‌ای، جنگهای داخلی میان عراقی‌ها و گروه‌های خارجی حاضر در عراق از جمله القاعده عراق و حملات اشغال‌گران کشته شده‌اند.